# سرخیو ناوارو (بازیکن فوتبال، زاده ۱۹۷۹)
سرخیو ناوارو (انگلیسی: Sergio Navarro؛ زادهٔ ۱۷ اکتبر ۱۹۷۹) بازیکن فوتبال اهل اسپانیا است.
از باشگاه‌هایی که در آن بازی کرده‌است می‌توان به باشگاه فوتبال ویارئال اشاره کرد.